# Língua archi
Archi é uma língua caucasiana falada por cerca de mil archires na vila de Archi, no sul do Daguestão, Rússia. Uma significativa característica dessa língua é o contraste da consoante velar lateral fricativa não-sonora com a consoante ejetiva velar lateral africada.

## Classificação
A classificação da língua archi ainda não foi exatamente definida. O linguísta Peter von Uslar acredita que seja uma variante da Língua avar, mas Roderich von Erckert vê similaridades com a Língua lak, sendo vista como uma língua separada a ser classificada entre as duas citadas. O linguísta italiano Trombetti coloca o idioma no grupo Avar-Ando-Dido, mas a opinião mais considerada pelos linguístas é a do estudioso soviético E. Bokarev, que classifica o Archi no grupo Lezgian-Samur das línguas do Daguestão.

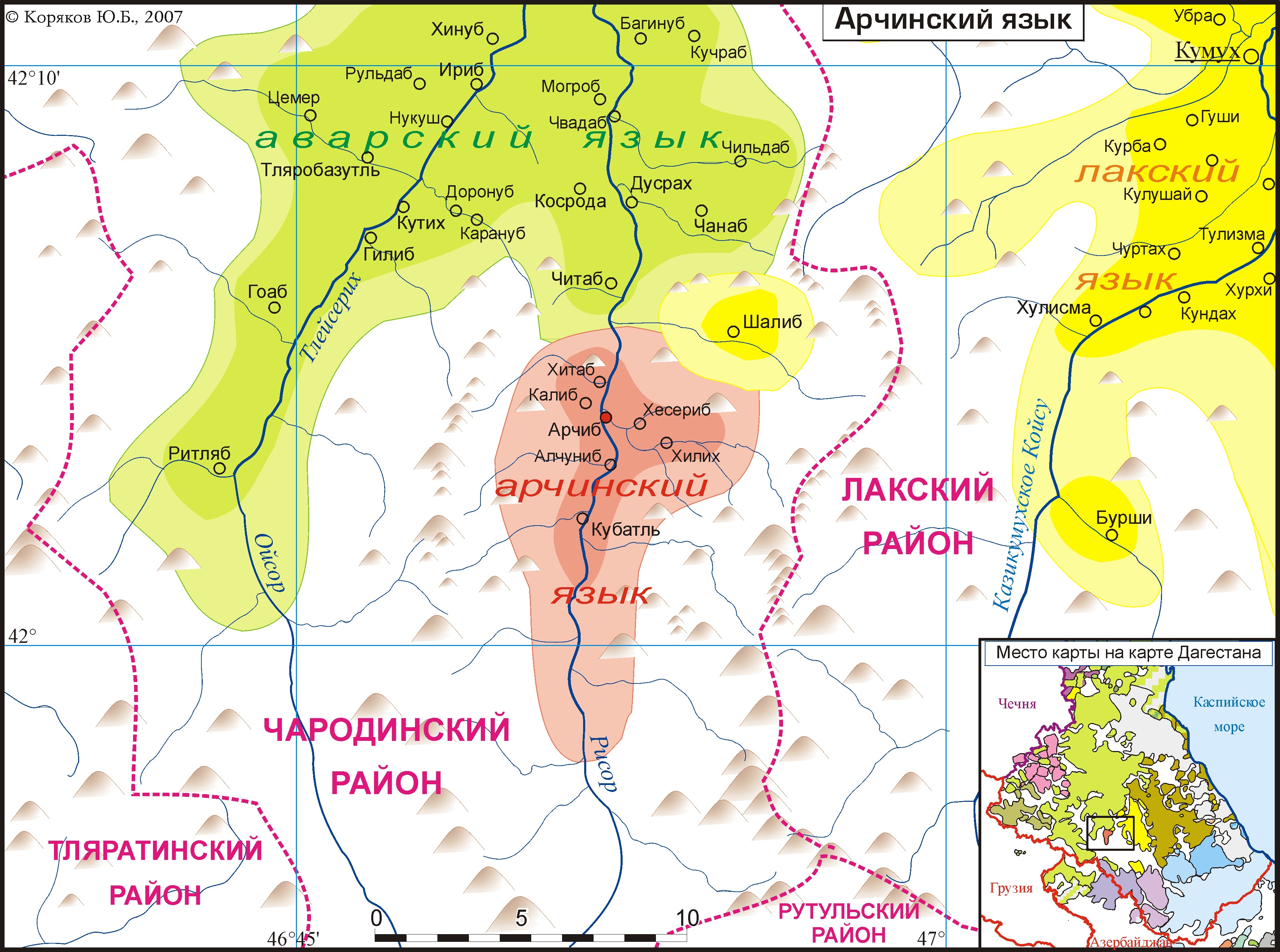
Map of Archi language

## Escrita
Até tempos recentes a língua Archi não tinha uma forma escrita, exceto em estudos de especialistas e também numa forma latina que foi usada por poucos. Em 2006, uma ortografia com base na escrita cirílica com base no Avar foi desenvolvida e usada no "Archi-Russian-English Dictionary" do "Surrey Morphological Group".

### Alfabeto
| А а     | Аа аа     | АI аI   | АаI ааI   | ы         | Б б         | В в       | Г г         |
| Гв гв   | Гь гь     | Гъ гъ   | Гъв гъв   | ГъI гъI   | ГъIв гъIв   | ГI гI     | Д д         |
| е       | ее        | еI      | Ж ж       | Жв жв     | З з         | Зв зв     | И и         |
| Ии ии   | ИI иI     | Й й     | К к       | кк        | Кв кв       | ккв       | КI кI       |
| КIв кIв | Къ къ     | Къв къв | ккъ       | КъI къI   | ккъI        | КъIв къIв | КкъIв ккъIв |
| Кь кь   | Кьв кьв   | Л л     | Лъ лъ     | Ллъ ллъ   | Лъв лъв     | Ллъв ллъв | ЛI лI       |
| ЛIв лIв | М м       | Н н     | О о       | Оо оо     | ОI оI       | ооI       | П п         |
| Пп пп   | ПI пI     | Р р     | С с       | Сс сс     | Св св       | Т т       | Тт тт       |
| ТI тI   | Тв твI    | У у     | Уу уу     | УI уI     | Х х         | Хх хх     | Хв хв       |
| Ххв ххв | ХI хI     | ХьI хьI | ХхьI ххьI | ХьIв хьIв | ХхьIв ххьIв | Хъ хъ     | Хъв хъв     |
| ХъI хъI | ХъIв хъIв | Ц ц     | Цв цв     | ЦI цI     | ЦцI ццI     | Ч ч       | Чв чв       |
| ЧI чI   | ЧIв чIв   | Ш ш     | Щ щ       | Шв шв     | Щв щв       | Э э       | Ээ ээ       |
| ЭI эI   |           |         |           |           |             |           |             |

## Fonologia
|             |                | Labial | Labial | Dental | Dental | Dental | Dental | (Post)- alveolar | (Post)- alveolar | (Post)- alveolar | (Post)- alveolar | Palatal | (Pre-)velar | (Pre-)velar | (Pre-)velar | (Pre-)velar | Uvular | Uvular     | Uvular | Uvular | Uvular | Uvular   | Uvular | Uvular | Epi- glotal | Glotal |
| lenis       | fortis         | lenis  | lenis  | fortis | fortis | lenis  | lenis  | fortis           | fortis           | lenis            | lenis            | Palatal | fortis      | fortis      | lenis       | lenis       | lenis  | lenis      | fortis | fortis | fortis | fortis   |        |        | Epi- glotal | Glotal |
| lenis       | fortis         | pl.    | lab.   | pl.    | lab.   | pl.    | lab.   | pl.              | lab.             | pl.              | lab.             | Palatal | pl.         | lab.        | pl.         | lab.        | far.   | phar.+lab. | pl.    | lab.   | far.   | far.+lab |        |        | Epi- glotal | Glotal |
| ----------- | -------------- | ------ | ------ | ------ | ------ | ------ | ------ | ---------------- | ---------------- | ---------------- | ---------------- | ------- | ----------- | ----------- | ----------- | ----------- | ------ | ---------- | ------ | ------ | ------ | -------- | ------ | ------ | ----------- | ------ |
| Nasal       | Nasal          | m      |        | n      |        |        |        |                  |                  |                  |                  |         |             |             |             |             |        |            |        |        |        |          |        |        |             |        |
| Plosiva     | vocalizada     | b      |        | d      | dʷ     |        |        |                  |                  |                  |                  |         | ɡ           | gʷ          |             |             |        |            |        |        |        |          |        |        |             |        |
| Plosiva     | não vocalizada | p      | pː     | t      | tʷ     | tː     |        |                  |                  |                  |                  |         | k           | kʷ          | kː          | kːʷ         | q      | qʷ         | qˤ     | qˤʷ    |        |          |        |        | ʡ           |        |
| Plosiva     | ejetiva        | pʼ     |        | tʼ     |        |        |        |                  |                  |                  |                  |         | kʼ          | kʷʼ         |             |             | qʼ     | qʷʼ        | qˤʼ    | qˤʷʼ   | qːʼ    |          | qːˤʼ   |        |             |        |
| Africada    | não vocalizada |        |        | t͡s     | t͡sʷ    | t͡sː    |        | t͡ʃ               | t͡ʃʷ              |                  |                  |         | k͡ʟ̝̊          | k͡ʟ̝̊ʷ         |             |             |        |            |        |        |        |          |        |        |             |        |
| Africada    | ejetiva        |        |        | t͡sʼ    | t͡sʷʼ   | t͡sːʼ   |        | t͡ʃʼ              | t͡ʃʷʼ             | t͡ʃːʼ             |                  |         | k͡ʟ̝̊ʼ         | k͡ʟ̝̊ʷʼ        |             |             |        |            |        |        |        |          |        |        |             |        |
| Fricativa   | não vocalizada |        |        | s      | sʷ     | sː     | sːʷ    | ʃ                | ʃʷ               | ʃː               | ʃːʷ              |         | ʟ̝̊           | ʟ̝̊ʷ          | ʟ̝̊ː          | ʟ̝̊ːʷ         | χ      | χʷ         | χˤ     | χˤʷ    | χː     | χːʷ      | χːˤ    | χːˤʷ   | ʜ           | h      |
| Fricativa   | vocalizada     |        |        | z      | zʷ     |        |        | ʒ                | ʒʷ               |                  |                  |         | ʟ̝           |             |             |             | ʁ      | ʁʷ         | ʁˤ     | ʁˤʷ    |        |          |        |        |             |        |
| Vibrante    | Vibrante       |        |        | r      |        |        |        |                  |                  |                  |                  |         |             |             |             |             |        |            |        |        |        |          |        |        |             |        |
| Aproximante | Aproximante    | w      |        | l      |        |        |        |                  |                  |                  |                  | j       |             |             |             |             |        |            |        |        |        |          |        |        |             |        |

A Fricativa lateral velar não-vocalizada /ʟ̝̊/ e as correspondentes africadas /kʟ̝̊/, /kʟ̝̊ʼ/ são sons extremamente não usuais na fala Archi. As Fricativas velares não-vocalizadas são mais centrais do que lateral.